# Cappadocia (Italia)
Cappadocia (Cappadoza in dialetto marsicano) è un comune italiano di 569 abitanti della provincia dell'Aquila in Abruzzo.

## Geografia fisica
Il territorio comunale, situato nella valle di Nerfa, tra i versanti sud-orientale dei monti Carseolani (monti Padiglione e Aurunzo) e nord-orientale dei monti Simbruini, segna il confine dell'Abruzzo con il Lazio, nel cuore dell'Appennino centrale abruzzese.
Fanno parte del territorio comunale le frazioni di Petrella Liri e Verrecchie e la località turistica di Camporotondo, situata sul monte Cesa e sede dell'omonima stazione sciistica.

## Origini del nome
Sull'origine del nome, incerta, ci sono diverse ipotesi:
- dal latino Caput Duodecim, secondo cui il paese sarebbe stato fondato da dodici briganti che avrebbero compiuto una sorta di "ratto delle Sabine" presso la vicina Petrella Liri.
- sempre dal latino Caput Otium, ossia luogo di riposo per i pastori che conducevano al pascolo le greggi.
- dall'omonima regione dell'Anatolia, nell'attuale Turchia[6].

## Storia

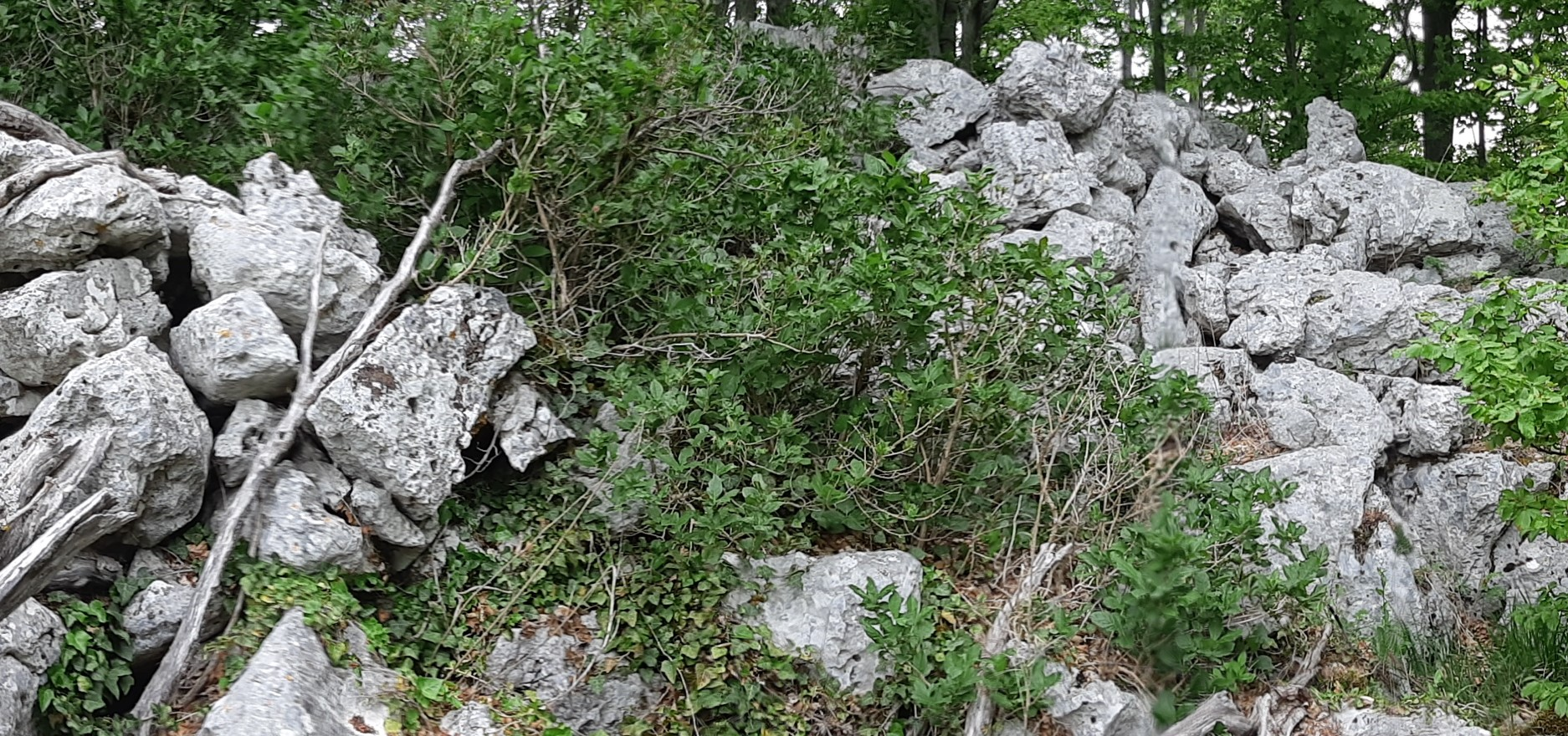
Tracce dellocre di Morbano

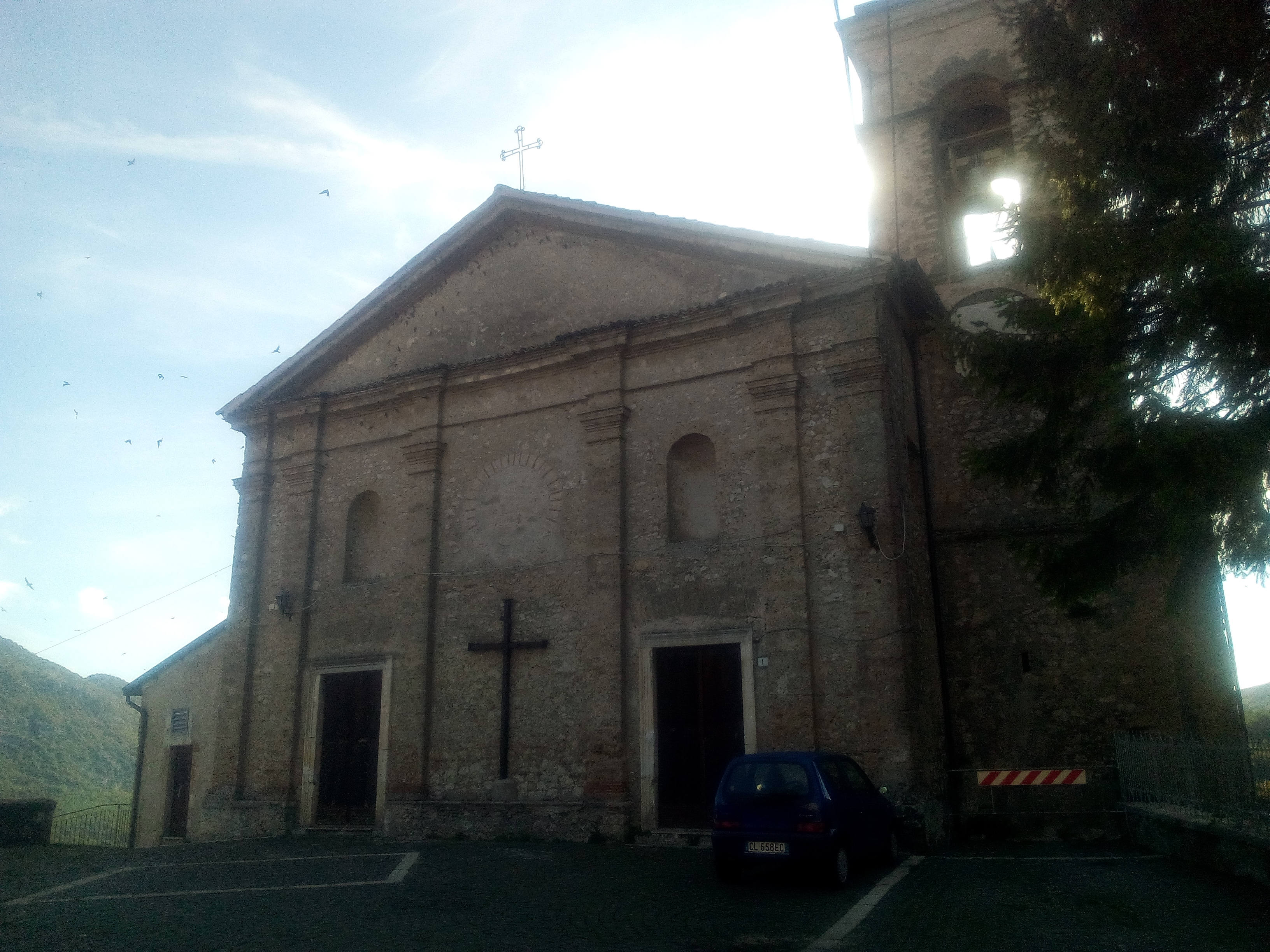
Chiesa di San Biagio

Nell'antichità Equi e Marsi abitavano la valle di Nerfa prima dell'occupazione romana, ma sono scarse le testimonianze archeologiche, tra cui le tracce degli ocres di Morbano e Cacume (tra i territori montani di Verrecchie e Pereto), i ritrovamenti dentro Grotta Cola sopra Petrella Liri e i resti di mura di opus incertum lungo la parte iniziale del corso del fiume Liri.
Il primo documento storico che cita Cappadocia è la bolla del 1188 di papa Clemente III, che elenca le chiese di San Biagio e Santa Margherita, che sorgevano nella località di Vallefredda, in prossimità del Liri. Nell'Alto Medioevo Cappadocia era soggetta al monastero di Montecassino (i cui monaci costruirono il convento di San Tommaso, sopra le sorgenti del Liri in località La Spogna, e quello di San Pietro a sud di Petrella), tanto che i parroci ottennero il titolo di abate. Successivamente fece parte della contea di Albe e del ducato di Tagliacozzo, feudi del Regno di Napoli posseduti prima dagli Orsini e poi dai Colonna, fino all'eversione della feudalità del 1806.
Nel periodo successivo alla proclamazione del Regno d'Italia del 1861, tutta la Marsica visse il fenomeno del brigantaggio postunitario, con rivolte e sommosse anche a Cappadocia e Petrella Liri, fino alla fucilazione il 18 o 20 agosto 1861 del brigante cappadociano Antonio Coletti e di Domenico Spacconi di Pietrasecca.
I suoi abitanti erano principalmente dediti alla transumanza verso l'Agro Romano e alla raccolta della legna nei grandi boschi sopra il paese. Gravemente danneggiata dal terremoto della Marsica del 1915 e segnata dalla partenza di molti ragazzi come alpini nella prima guerra mondiale, Cappadocia subì il fenomeno dello spopolamento con l'emigrazione verso Roma e altre città del centro Italia nel secondo dopoguerra.

### Simboli
Lo stemma è stato riconosciuto con DPCM del 7 giugno 1952.
Il gonfalone, concesso con DPR del 30 luglio 1953, è un drappo di azzurro.

## Monumenti e luoghi d'interesse

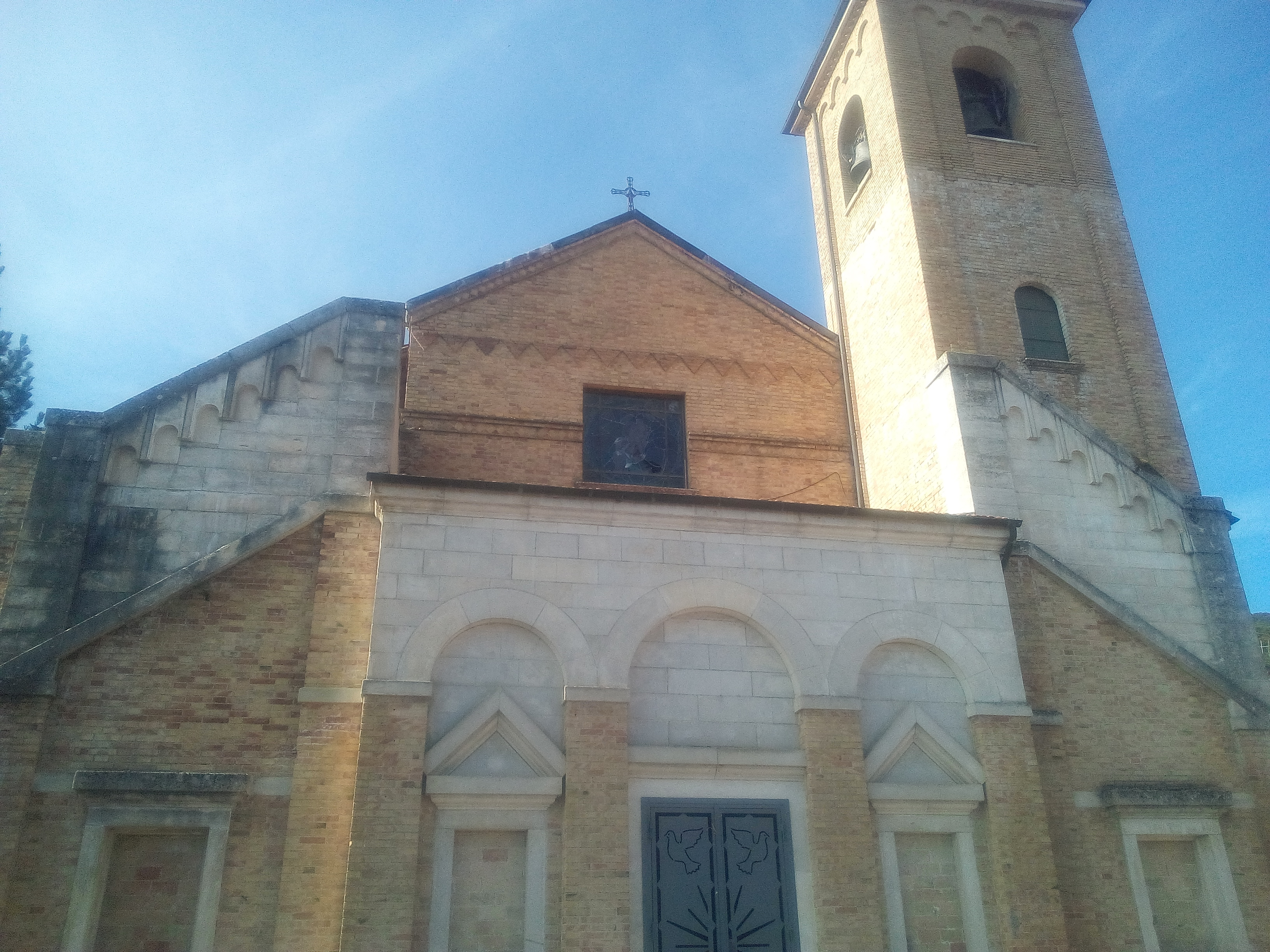
Facciata della chiesa di Santa Margherita

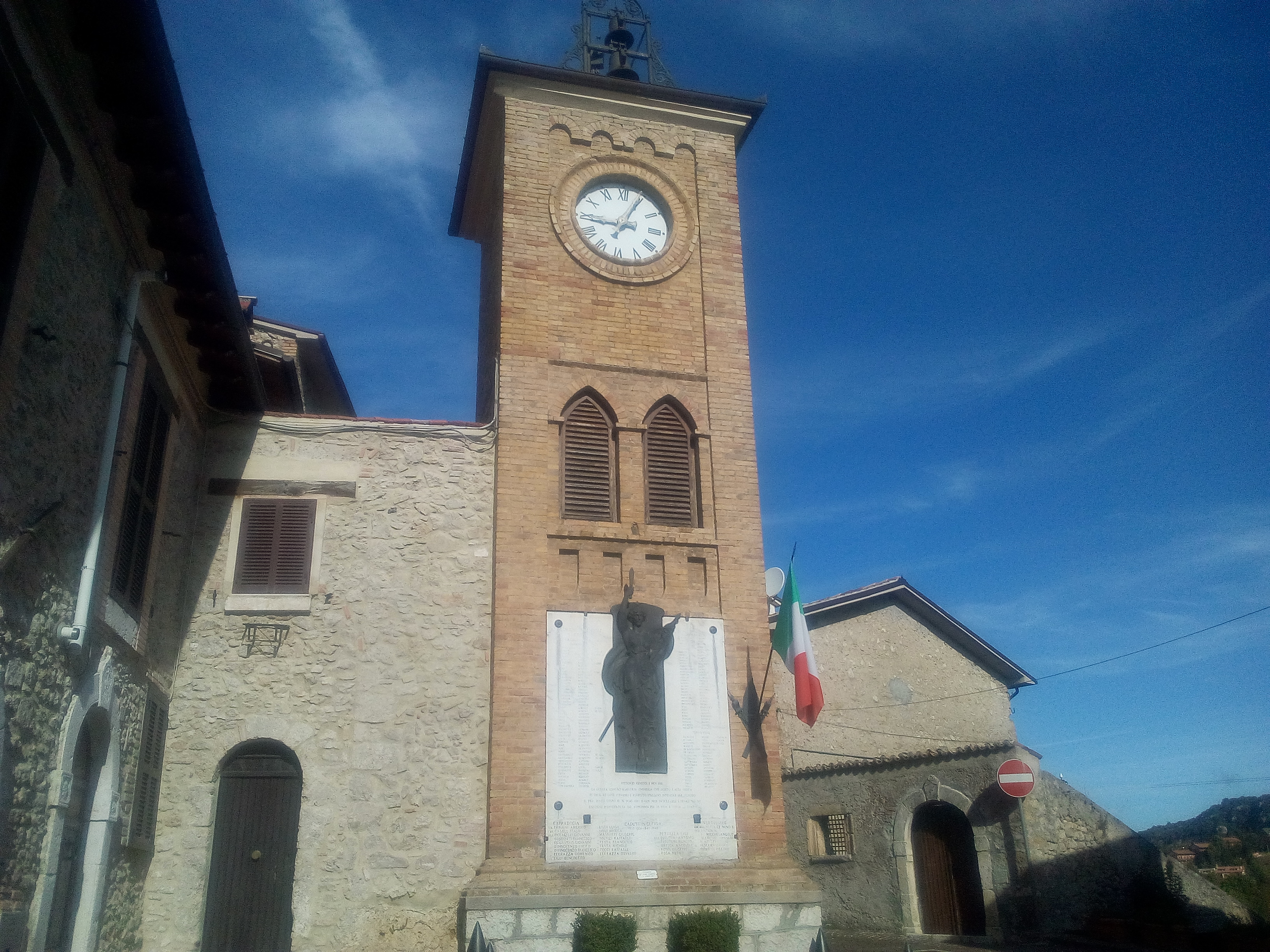
Torre dell'orologio e monumento ai caduti per la Patria

### Architetture religiose
- Chiese di San Biagio e Santa Margherita nel capoluogo[15][16]
- Chiese di San Michele Arcangelo, Santa Maria delle Grazie, San Rocco e San Giovanni a Petrella Liri[17]
- Vecchia chiesa medievale e nuova chiesa di Sant'Egidio a Verrecchie[18]
- Convento delle Suore Trinitarie[19]
- Casa Don Calabria[20]

### Architetture civili
- Torre dell'orologio con monumento ai caduti per la Patria realizzato nel 1920.

### Monumenti
- Monumento dedicato a Salvatore Lilli e ai sette compagni martiri.
- Statua bronzea del mulo.

### Aree naturali
Sorgenti del fiume LiriNon più visibili nella loro interezza originale, perché le acque sono in parte incanalate in galleria per alimentare una centrale idroelettrica e in parte utilizzate dalla rete idrica locale.
Grotte di Beatrice CenciComplesso naturalistico delle grotte, erroneamente così definite per confusione tra Petrella Liri e Petrella Salto (RI) dove si svolsero effettivamente le vicende legate alla nobildonna romana Beatrice Cenci.
Faggeta dei monti SimbruiniL'area, situata tra Abruzzo e Lazio, è una tra le più vaste faggete presenti in Europa. Nell'area marsicana di Cappadocia, Pereto e Tagliacozzo presenta vari accessi, i più percorsi si trovano a Camporotondo, rifugio di Campo Catino, Marsia e Roccacerro.
- Monte Aurunzo, incluso tra i siti di interesse comunitario dell'Abruzzo
- Pozzo dell'Ovìdo
- Inghiottitoio dell'Otre
- Sorgenti del fiume Imele, mulino ad acqua e museo delle tradizioni contadine a Verrecchie[25].
- Centro visita Il Grifone a Petrella Liri[26].
- Valle del Fucero, area d'interesse naturalistico[27].

## Società

### Evoluzione demografica
Abitanti censiti

### Tradizioni e folclore
Il 3 febbraio di ogni anno si celebra la festa patronale di san Biagio compatrono insieme a santa Margherita del comune di Cappadocia.

## Geografia antropica

### Frazioni

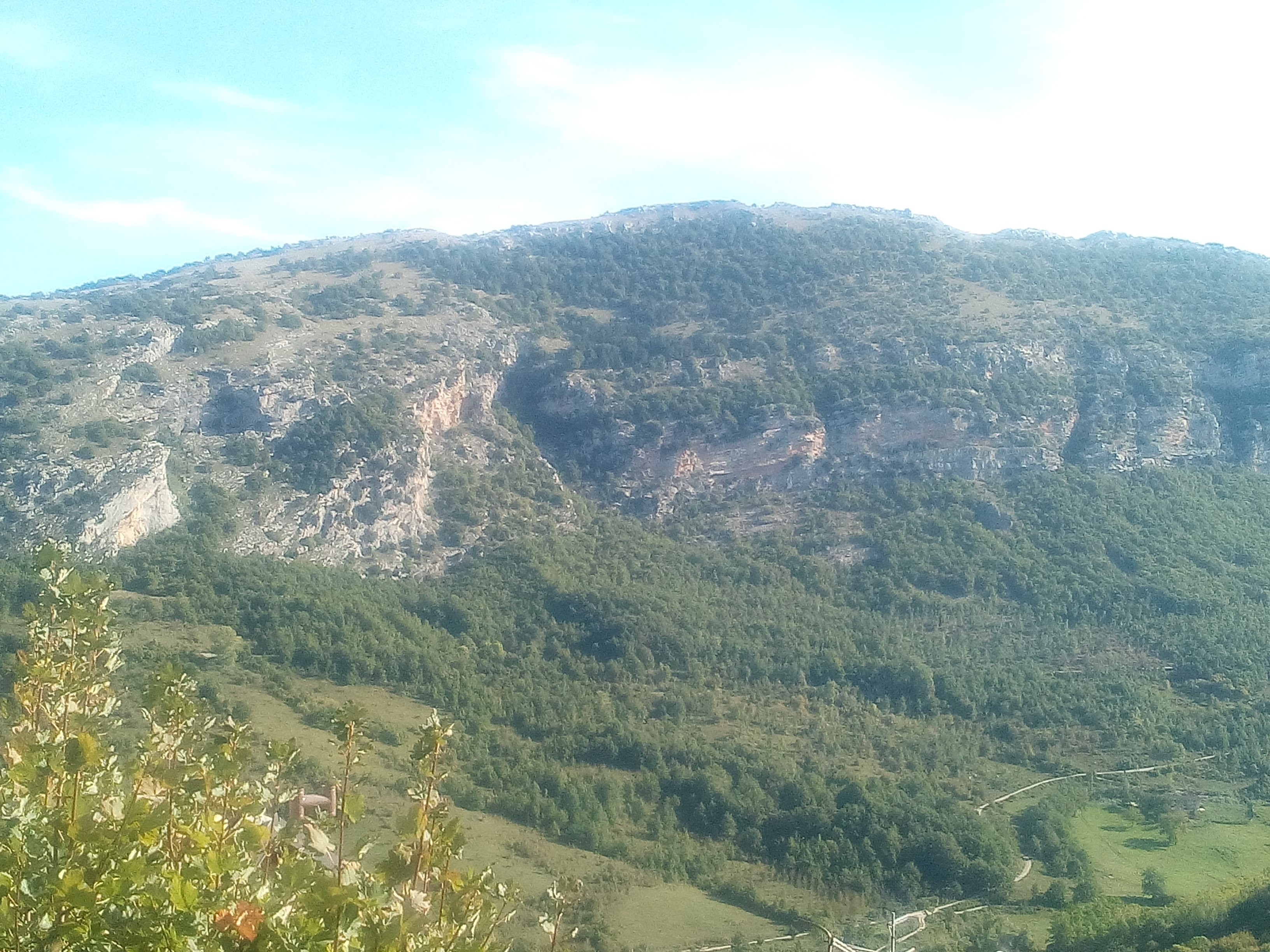
La falesia di Petrella Liri

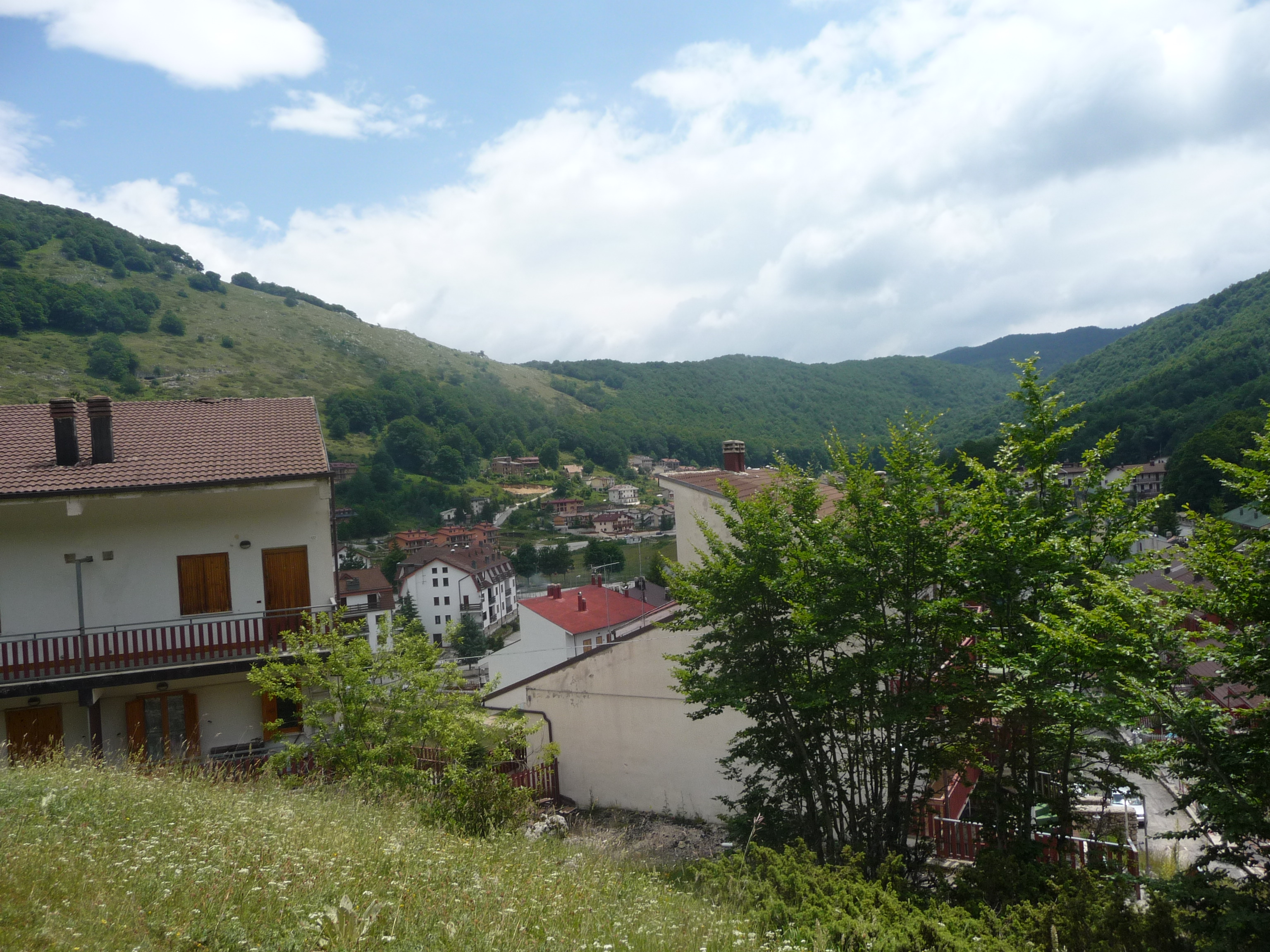
Veduta di Camporotondo

Petrella LiriFrazione situata a due chilometri dal capoluogo, situata alle falde del monte Aurunzo dove ci sono le sorgenti del fiume Liri. Fino al 1837 ha ospitato la sede comunale spostata successivamente a Cappadocia. Nel 1915 il borgo fu gravemente danneggiato dal terremoto della Marsica.
VerrecchieFrazione posta a nord del territorio comunale, alle falde del monte Padiglione. Nel suo territorio montano ci sono le sorgenti del fiume Imele e diverse cavità carsiche come le grotte di Beatrice Cenci.

#### Camporotondo
Località di villeggiatura e soggiorno estivo ed invernale situata ad oltre 1400 m s.l.m. sul versante orientale dei monti Simbruini, nell'alta valle di Nerfa, a ridosso della catena della Renga a sud, nei pressi del valico della Serra (1450 m s.l.m.), e del parco naturale regionale Monti Simbruini a nord-ovest. I monti Carseolani la separano a nord dalla piana del Cavaliere. La frazione si è sviluppata a cominciare dalla fine degli anni settanta a seguito della realizzazione della stazione sciistica del monte Cesa che permette la pratica dello sci e dello sci di fondo.
Il territorio montano, meta degli amanti dell'escursionismo leggero, si caratterizza per la presenza di numerosi sentieri e di rifugi montani immersi in una delle più grandi faggete d'Europa. La piccola chiesa è dedicata a Nostra Signora della Neve. Una strada sterrata prosegue a nord oltre la località e raggiunge dopo circa 15 chilometri la località sciistica di Marsia nel comune di Tagliacozzo sui monti Carseolani attraversando un vasto pianoro carsico in quota. Da Camporotondo è possibile raggiungere il santuario della Santissima Trinità nel limitrofo territorio laziale di Vallepietra (RM) dopo aver attraversato le faggete vetuste dei monti Simbruini, il rifugio di Campo Catino e il pianoro carsico di Campo della Pietra, da cui è possibile ridiscendere verso Pereto tramite percorsi sterrati.

## Economia

### Turismo
Il comune di Cappadocia fa parte dell'associazione nazionale Borghi autentici d'Italia.

## Amministrazione

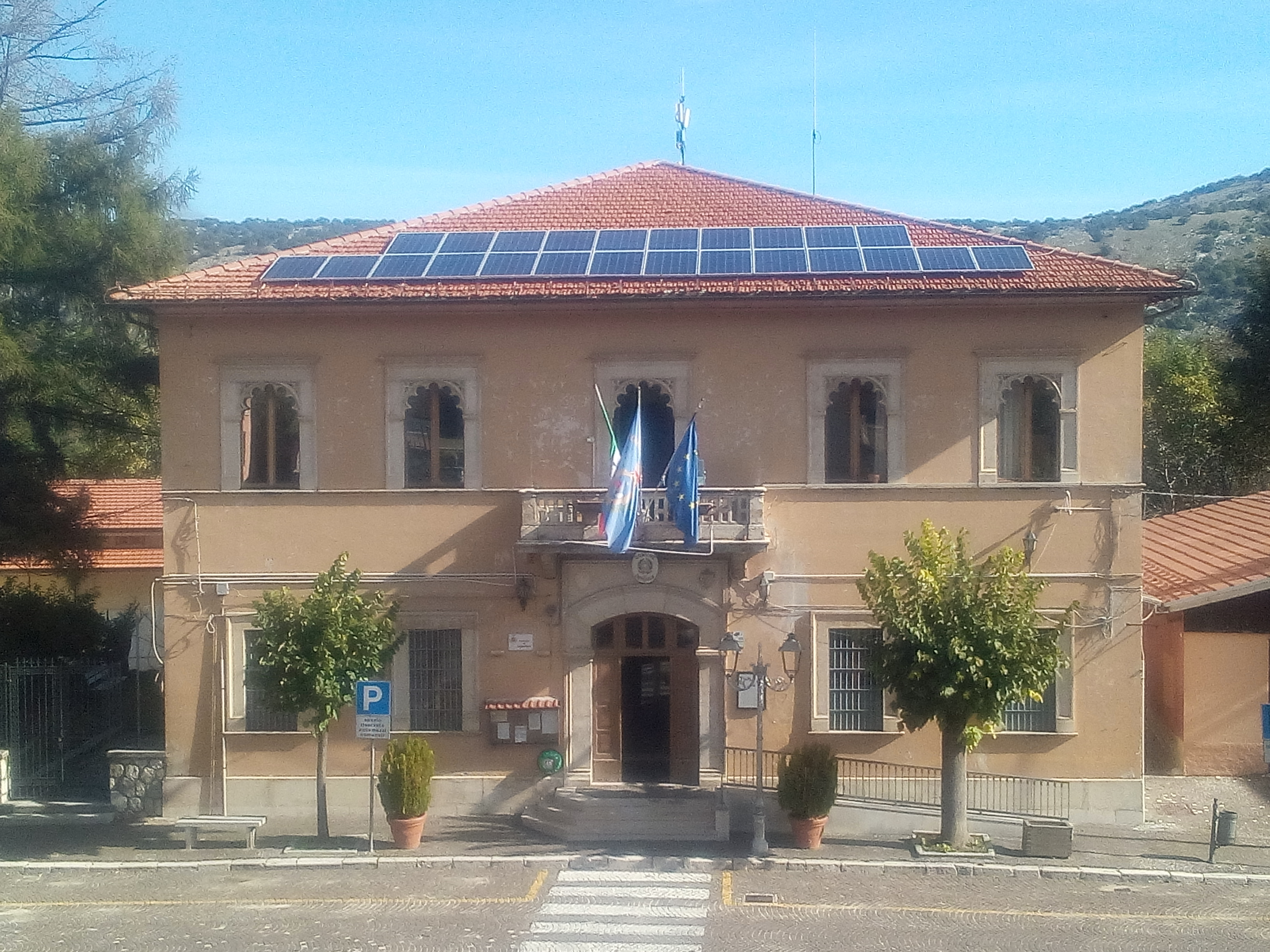
Municipio di Cappadocia

Sul sito del Ministero dell'interno sono disponibili i dati di tutte le elezioni amministrative di Cappadocia dal 1985 ad oggi.
| Periodo           | Periodo           | Primo cittadino           | Partito                           | Carica      | Note   |
| ----------------- | ----------------- | ------------------------- | --------------------------------- | ----------- | ------ |
| 1º luglio 1985    | 31 dicembre 1994  | Angelo Coletta            | Democrazia Cristiana              | Sindaco     |        |
| 24 aprile 1995    | 14 giugno 2004    | Giovanni Sartori          | Lista civica                      | Sindaco     |        |
| 14 giugno 2004    | 8 luglio 2011     | Bruno Murzilli            | Lista civica                      | Sindaco     | [ 33 ] |
| 9 luglio 2011     | 6 maggio 2012     | Teresa Lilli              |                                   | Vicesindaco | [ 34 ] |
| 7 maggio 2012     | 11 ottobre 2016   | Lucilla Lilli             | Lista civica Insieme per crescere | Sindaco     | [ 35 ] |
| 12 ottobre 2016   | 11 giugno 2017    | Maria Cristina Di Stefano |                                   | Comm. pref. | [ 36 ] |
| 11 giugno 2017    | 25 aprile 2019    | Lorenzo Lorenzin          | Lista civica Cappadocia nel cuore | Sindaco     | [ 37 ] |
| 26 aprile 2019    | 21 settembre 2020 | Lucia Chiara Buonocore    |                                   | Comm. pref. | [ 38 ] |
| 22 settembre 2020 | in carica         | Lorenzo Lorenzin          | Lista civica Cappadocia nel cuore | Sindaco     |        |

### Altre informazioni amministrative
Il comune fu istituito nel 1811, composto dalle frazioni di Petrella Liri, Verrecchie, Castellafiume e Pagliara dei Marsi facente parte dell'Abruzzo Ulteriore II, distretto di Avezzano, circondario di Tagliacozzo; nel 1830 Castellafiume si separò con Pagliara, mentre nel 1928 cedette a Tagliacozzo la frazione di Verrecchie che riacquistò nel 1947.

## Sport
- Sci: sport invernale praticato a Camporotondo, presso il complesso sciistico del monte Cesa dotato di impianto scioviario di risalita[40].
- Downhill: disciplina sportiva praticata dai mountain bikers[40].
- Arrampicata sportiva: la falesia di Petrella Liri richiama appassionati di arrampicata libera, che scalano le pareti rocciose dell'area posta a sud del paese. Sono oltre 60 le vie d'arrampicata sportiva che la roccia offre[41].
- Torrentismo: attraverso corsi con guide qualificate è possibile effettuare escursioni attraverso i torrenti. Attraverso corsi qualificati di canyoning si discende in gole e forre e attraverso cascate e torrenti del territorio montano tra Cappadocia e Verrecchie[42].